# Karoline S. Nielsen
Karoline Smidt Nielsen (født 12. maj 1994 i Odense) (bedre kendt som Smidt) er en dansk fodboldspiller, der spiller for tyske Turbine Potsdam samt Danmarks fodlandshold.

## Karriere
Før hun kom til Turbine Potsdam, spillede hun i Fortuna Hjørring, OB. Karoline Smidt er midtbanespiller.
Hun har spillet 36 kampe på de danske ungdomslandshold, og i 2012 debuterede hun på A-landsholdet. Hun har i alt nået 24 landskampe og scoret fem mål pr. 2022.
Hun har gennem sin karriere haft flere alvorlige skader, blandt andet et overrevet korsbånd.

## Privatliv
Smidt har tidligere gået på Hjørring Gymnasium og HF-kursus, hvorfra hun blev student i sommeren 2014. Hun er datter af den tidligere landsholdsspiller Lone Smidt Nielsen.
Hun var i foråret 2016 træner for Fortuna Hjørring U/13-hold sideløbende med sin karriere på Fortuna Hjørrings førstehold.